# エルベ川

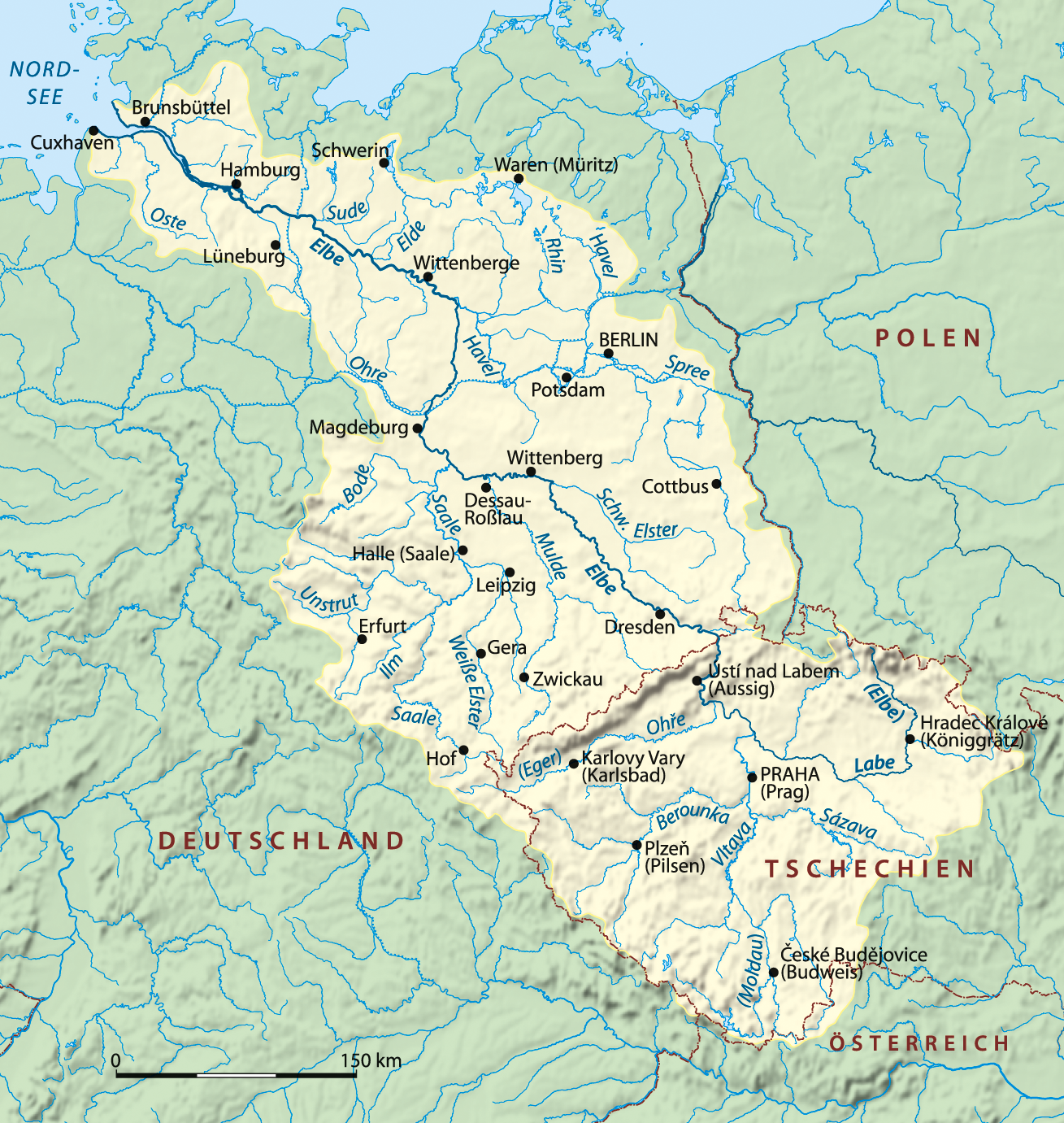
流域

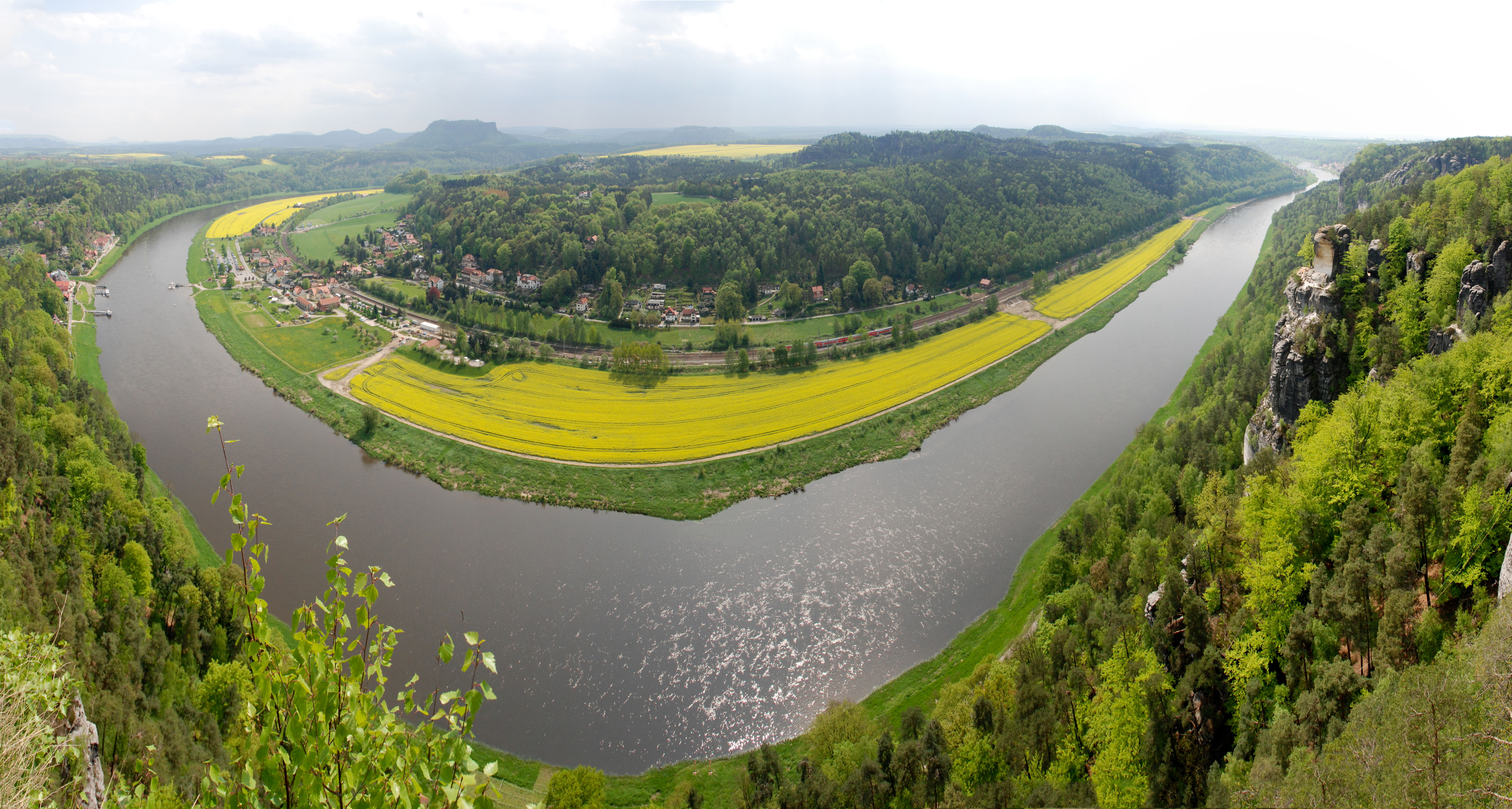
ザクセンスイス、ドイツ

エルベ川（エルベがわ、ポーランド語: Łaba、ポーランド語発音: [ˈwaba]、チェコ語: Labe、チェコ語発音: [ˈlabɛ]、ドイツ語: Elbe、低ザクセン語: De Elv）は、チェコ北部およびドイツ東部を流れ北海へと注ぐ国際河川である。全長約1,091kmはヨーロッパでは14番目に長く、このうち727kmがドイツ国内を占める。

## 地理
ポーランド、チェコ国境地帯のズデーテン山地に源を発し、チェコ北部、ドイツ東部を北へ流れ、ハンブルクから110キロメートル北西のクックスハーフェン付近（北緯53度55分20秒 東経8度43分20秒 / 北緯53.92222度 東経8.72222度座標: 北緯53度55分20秒 東経8度43分20秒 / 北緯53.92222度 東経8.72222度）で北海（ワッデン海）に注ぐ。中下流域は北ドイツの古代モレーンとU字谷地形のエルベ・ウーアシュトロームタールであり、随所に沖積平野が見られる。
ハンブルク南東付近にはエルベ・リューベック運河が延び、バルト海南西部リューベック湾との間を結んでいる。河口付近にはキール運河があり、バルト海のキール湾に接続している。
下流域は温帯海洋性気候に属する。ドイツのザクセン＝アンハルト州、ブランデンブルク州、ニーダーザクセン州、メクレンブルク＝フォアポンメルン州、シュレースヴィヒ＝ホルシュタイン州の5つの州を跨ぐエルベ川流域はユネスコの生物圏保護区に指定されている。また、流域の湿地にコハクチョウ、オオハクチョウ、ヒシクイ、マガン、クロヅル、ハシビロガモ、オナガガモ、ホシハジロなどが生息しているため、ザクセン＝アンハルト州の「アラント・エルベ低地とイェリホーのエルベ氾濫原」、ニーダーザクセン州の「エルベの氾濫原、シュナッケンブルク・ラウェンブルク」と「エルベ下流部、バルンクルーク・オッテルンドルフ」、ハンブルクの「ミューレンベルガー・ロッホ」はラムサール条約登録地である。

## 歴史
かつてゲルマン系のアレマン人が原住地のスカンジナヴィア半島およびユトランド半島から南下して、エルベ川流域に在住していたが、3世紀ごろにローマ帝国に侵入するために、地形的に便利な西部ドイツのライン川の上・中流域に民族移住した。
また、スラヴ系（西スラヴ人）のソルブ人も先住民として在住していたが、次第にドイツ人と同化した。さらに北西ドイツ地域からザクセン人の一派も移住してきた。
19世紀までは、エルベ川がヨーロッパの東西を隔てる、大きな境界線の一つであった。エルベ以東の代表的な国がプロイセン王国、オーストリア・ハンガリー帝国、ロシア帝国。一方以西の国はフランス、イギリスなどでエルベを挟んで、地域の実情が大きく異なっていた。代表的なのが農奴の存在であるが、西では近世初期に農奴の解消が終わったのに対して、東では、19世紀初頭から中ごろまで農奴が存在した（グーツヘルシャフト）。
第二次世界大戦当時の1945年4月には、東西からドイツに進軍していた、赤軍とアメリカ軍が、流域のトルガウで出会い、恒久平和を誓い合ったという「エルベの誓い」の舞台となった。
2004年、ドレスデン近郊の流域において優れた文化的景観が評価され、「ドレスデン・エルベ渓谷」として世界遺産に登録されたが、2009年6月25日、景観を損ねる橋の建設を理由に、世界遺産リストから削除された。

## 流域の都市
- チェコ
  - プラハ
- ドイツ
  - ドレスデン
  - マクデブルク
  - ハンブルク

## 支流
下流より記載
- キール運河
- イルメナウ川
- エルベ・リューベック運河
- ハーフェル川
  - シュプレー川
- ザーレ川
  - 白エルスター川
    - プライセ川

  - ウンシュトルト川
- エーガー川
- ヴルタヴァ川（モルダウ川）

## 災害
2002年にエルベ流域の各地で増水が発生した。プラハ、ドレスデンの大部分が浸水する被害となったこの大洪水の原因は、旧東欧の灌漑インフラの老朽化が原因の一つと言われており、ドイツ、チェコ両政府は情報交換、灌漑インフラの充実、監視体制の強化など協力し合って、洪水の再発防止に努めている。

## 環境
エルベ川には産業排水として水銀、カドミウム、鉛などの重金属、塩化物が流入し、汚染されたまま北海へ注いでいた。そして、今日においても北海に注ぐ大河の中で最も汚染された川と指摘されている。